# 최유정 (배우)
최유정(1976년 8월 21일 ~ )은 대한민국의 배우이다. 인덕대학 공예과를 졸업하였고 2000년 영화 비천무로 데뷔하였다.

## 주요 출연작

### 주요 TV
- 2004년 KBS 《오! 필승 봉순영》 - 필승의 어머니 역
- 2004년 KBS 《불멸의 이순신》 - 방연화 역
- 2004년 MBC 《성녀와 마녀》
- 2004년 SBS 《햇빛 쏟아지다》
- 2003년 SBS 《첫사랑》
- 2003년 MBC 《실화극장 죄와 벌》

### 주요 영화
- 2001년 《잎새》
- 2000년 《공포택시》
- 2000년 《비천무》

### 광고(CF)
- 오뚜기하프 마요네즈
- 국순당 백세주
- 아시아나 항공
- 드봉 샴푸
- 나드리 화장품

### 뮤직비디오
- 2004년 김종국 - 중독

## 수상
- KBS 슈퍼탤런트